# Island Air
Island Air – amerykańska linia lotnicza z siedzibą w Honolulu.